# Daradax nasutus
Daradax nasutus är en insektsart som beskrevs av Melichar 1914. Daradax nasutus ingår i släktet Daradax och familjen Tropiduchidae. Inga underarter finns listade i Catalogue of Life.